# Sinner (альбом)
Sinner (рус. Грешник) — дебютный студийный альбом американской ню-метал-группы Drowning Pool, вышедший в 2001 году на лейбле Wind-up Records.

## Об альбоме
Диск имеет характерное для ню-метала звучание. Этот самый успешный альбом группы, достиг статуса золотого в течение первых шести недель с начала продаж, а платинового — спустя ещё месяц. Этот альбом — единственный из полноформатных, на котором записан вокал бывшего лидера группы Дэйва Уильямса. Он умер от сердечной недостаточности 14 августа 2002 года во время тура в поддержку Sinner.
Песня «Bodies» основная тема в Extreme Championship Wrestling, WWE ECW и SummerSlam (2001). Трек «Tear Away» используется как одна из главных песен в Рестлмании X8, а песня «Sinner» стала официальной песней Vengeance (2001). Композиции «Reminded», «Mute» и «Told You So» звучат в аниме Dragon Ball Z: Cooler's Revenge. Песни «Sinner» и «Bodies» использовались в фильме «Противостояние».

## Список композиций
| №   | Название                            | Длительность |
| --- | ----------------------------------- | ------------ |
| 1.  | «Sinner» (Грешник)                  | 2:27         |
| 2.  | «Bodies» (Тела)                     | 3:21         |
| 3.  | «Tear Away» (Оторвать)              | 4:14         |
| 4.  | «All Over Me» (Все закончится мной) | 3:13         |
| 5.  | «Reminded» (Вспомнив)               | 3:24         |
| 6.  | «Pity» (Жалость)                    | 2:52         |
| 7.  | «Mute» (Немота)                     | 3:19         |
| 8.  | «I Am» (Я)                          | 3:49         |
| 9.  | «Follow» (Следовать)                | 3:20         |
| 10. | «Told You So» (Тебе же говорили)    | 3:05         |
| 11. | «Sermon» (Проповедь)                | 4:19         |